# Holocneminus
Holocneminus is een geslacht van spinnen uit de familie trilspinnen (Pholcidae).

## Soorten
Het geslacht kent de volgende soorten:
- Holocneminus huangdi Tong & Li, 2009
- Holocneminus multiguttatus (Simon, 1905)
- Holocneminus piritarsis Berland, 1942